# Plan de fosas de la Generalidad de Cataluña
El plan de actuaciones en fosas de desaparecidos durante la Guerra Civil y la dictadura franquista, conocido más abreviadamente como el plan de fosas 2017-2018, es una iniciativa presentada por el Departamento de Asuntos Exteriores, Relaciones Institucionales y Transparencia de la Generalidad de Cataluña el 13 de enero de 2017 con el objetivo de contribuir a la recuperación de la memoria histórica en el territorio de Cataluña. Para dicho objetivo, contó con una dotación inicial de 300 000 euros y un horizonte de actuación de un año, aunque para abril de 2017 se había ampliado el presupuesto a cerca de 800 000 euros y el plazo a dos años (2017-2018), prorrogable a dos años más.

## Antecedentes

### Actuaciones previas
Entre 1999 y principios de 2017, se habían registrado en Cataluña 66 actuaciones de recogida de restos óseos en la superficie correspondientes a al menos 164 personas, aunque no se había podido identificar a ninguna de ellas. También se registraron 18 actuaciones en fosas comunes correspondientes a 57 personas, de las que 7 habían sido identificadas.

### Mapa de fosas
A raíz de diversos trabajos de documentación, la Generalidad de Cataluña elaboró a partir de 2008 un registro o mapa de fosas. Para principios de 2017, el mapa tenía registradas 380 fosas, repartidas en 166 fosas confirmadas y 214 probables. De las confirmadas, 121 están dentro de cementerios y 45 fuera, generalmente en zonas de frente de guerra.

### Censo de personas desaparecidas
A principios de 2017, había 5071 casos registrados en un censo de personas desaparecidas. De ellos, 3342 contaban con documentación inicialmente aportada por las familias y complementada con fuentes hemerográficas, bases de datos y organismos de documentación. En 549 casos, además, se había podido determinar el lugar de inhumación.

## Actuaciones
El plan de fosas prevé en un primer lugar recogidas de restos óseos, tanto en fosas comunes como en la superficie, según una serie de criterios:
- Prioridad para las solicitudes de actuación ya recibidas por los ayuntamientos o por las organizaciones para la memoria histórica, y pendientes de respuesta.
- Por tipología de los restos hallados, en orden descendiente de prioridad:
  1. Restos óseos en la superficie;
  2. Fosas confirmadas fuera de cementerio;
  3. Fosas confirmadas dentro de cementerio con solicitud de intervención;
  4. Fosas probables fuera de cementerio;
  5. Fosas dignificadas (con alguna placa u otro homenaje) dentro de cementerio.[2][1]

También pretende sistematizar los protocolos de actuación y la planificación de actuaciones ulteriores.